# Conjunt de Julia

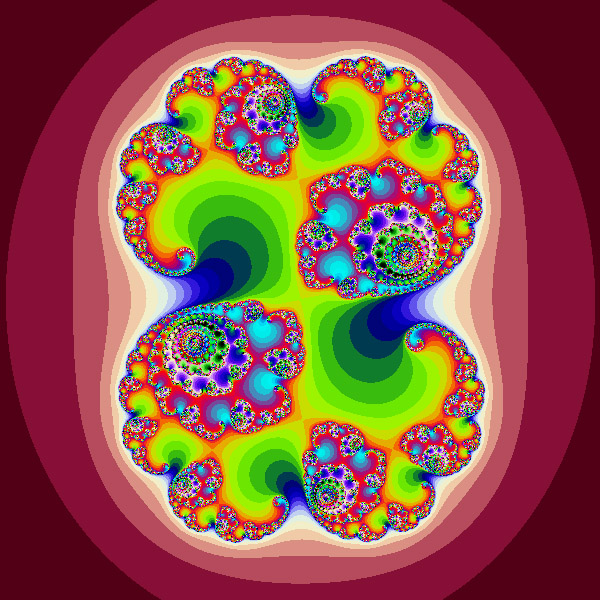
Conjunt de Julia per a c = (0.285, 0.01i)

Un conjunt de Julia és una forma fractal definida sobre el pla complex. Rep el seu nom del matemàtic Gaston Julia. Donada una iteració del pla complex sobre si mateix (una aplicació que transforma punts del pla complex en punts del pla complex), el conjunt de Julia d'aquest sistema es pot definir com el conjunt de punts per als quals els punts propers no presenten un comportament similar sota l'acció repetida de la iteració. En altres paraules, per a cada nombre complex {\displaystyle z} del pla complex construïm la següent successió:
{\displaystyle z_{0}=z}
{\displaystyle z_{n+1}=z_{n}^{2}+c}
si aquesta successió és fitada, llavors {\displaystyle z} pertany al conjunt de Julia de paràmetre complex {\displaystyle c}, que anomenem com {\displaystyle J_{c}}; en cas contrari, {\displaystyle z} no pertany al conjunt de Julia.
A la imatge de la dreta, els punts negres pertanyen al conjunt (punts on el polinomi per {\displaystyle z=x+iy} tendeix a infinit quan {\displaystyle n} tendeix a infinit) i els de color no. Els colors donen una indicació de la velocitat amb la qual la successió divergeix: en vermell fosc, al cap de poques iteracions ja se sap que el punt no està en el conjunt; en blanc, la divergència és molt més lenta. Com no es poden calcular infinits valors, és necessari posar un límit, i decidir que si els p primers termes de la successió estan fitats, el punt pertany al conjunt; en augmentar el valor de p es millora la precisió de la imatge.
D'altra banda, se sap que els punts la distància dels quals a l'origen és superior a 2 (és a dir, {\displaystyle x^{2}+y^{2}>4}) no pertanyen al conjunt. Per tant, n'hi ha prou amb trobar un sol terme de la successió que verifiqui {\displaystyle |z_{n}|>2} per tenir la certesa que c no està en el conjunt. Existeix una relació molt forta entre els conjunts de Julia i el conjunt de Mandelbrot denotat per {\displaystyle M}, a causa de la similitud de les seves definicions. Si c pertany a {\displaystyle M}, llavors {\displaystyle J_{c}} és connex; en cas contrari, {\displaystyle J_{c}} està format per una infinitat de punts aïllats repartits de forma fractal (pols de Cantor). Els conjunts de Julia més complexos són aquells on c es troba just a la frontera de {\displaystyle M}.
Els conjunts de Julia i de Fatou són complementaris. De manera informal, el conjunt de Fatou d'una funció consisteix en valors amb la propietat que tots els valors propers es comporten de manera similar al repetir la iteració de la funció, i el conjunt de Julia consisteix en valors tals que una pertorbació arbitràriament petita pot causar canvis dràstics en la seqüència de la funció iterada. Per tant, el comportament de la funció dins del conjunt de Fatou és regular, mentre que al conjunt de Julia el seu comportament és caòtic. El conjunt de Fatou rep el seu nom del matemàtic Pierre Fatou.

## Polinomis de Julia
Tot i que actualment el conjunt de Julia s'associa la aquesta versió simple del polinomi,
{\displaystyle z_{n+1}=z_{n}^{2}+c},
a Julia li interessaven les propietats iteratives de la següent expressió més general:
{\displaystyle z_{n+1}=z_{n}^{4}+{\frac {z_{n}^{3}}{z_{n}-1}}+{\frac {z_{n}^{2}}{(z_{n}^{3}+4z_{n}^{2}+5)}}+c}.
En el sentit més ampli, la forma exacta de la funció iterada pot ser qualsevol funció, essent la forma general {\displaystyle z_{n+1}=f(z_{n})}. Sorgeixen conjunts especialment interessants amb funcions no lineals, com per exemple:
| {\displaystyle z_{n+1}=c\sin(z_{n})\qquad }    | {\displaystyle z_{n+1}=c\exp(z_{n})\qquad }        |
| {\displaystyle z_{n+1}=c\,i\cos(z_{n})\qquad } | {\displaystyle z_{n+1}=c\,z_{n}\,(1-z_{n})\qquad } |

## Exemples de conjunts de Julia

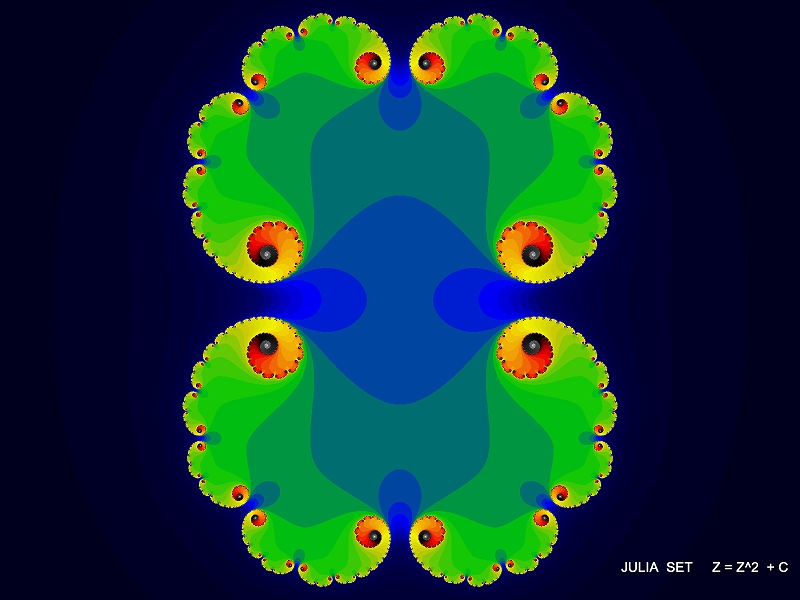
f(z) = z² + 0.279
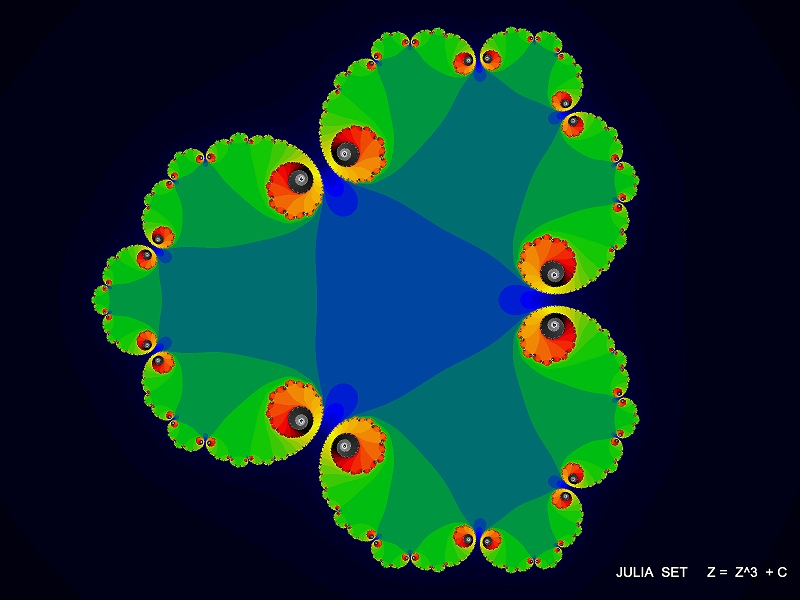
f(z) = z3 + 0.400
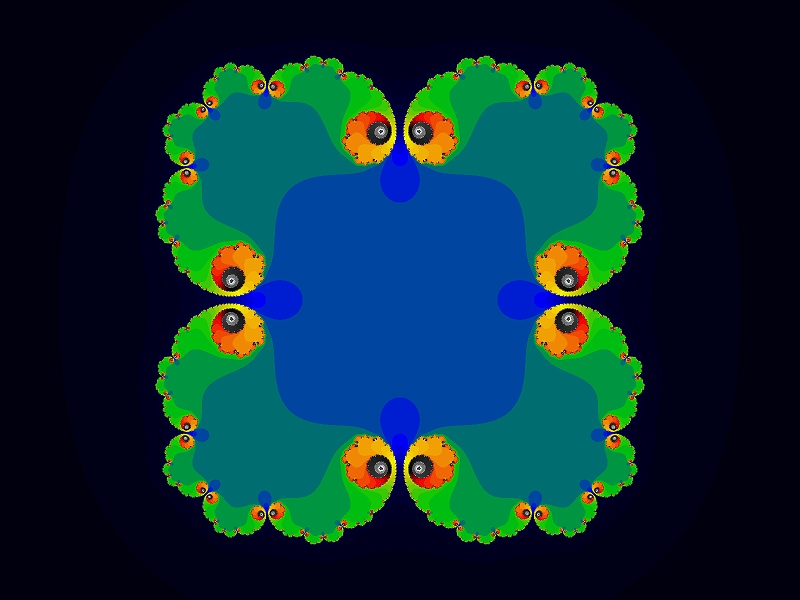
f(z) = z4 + 0.484
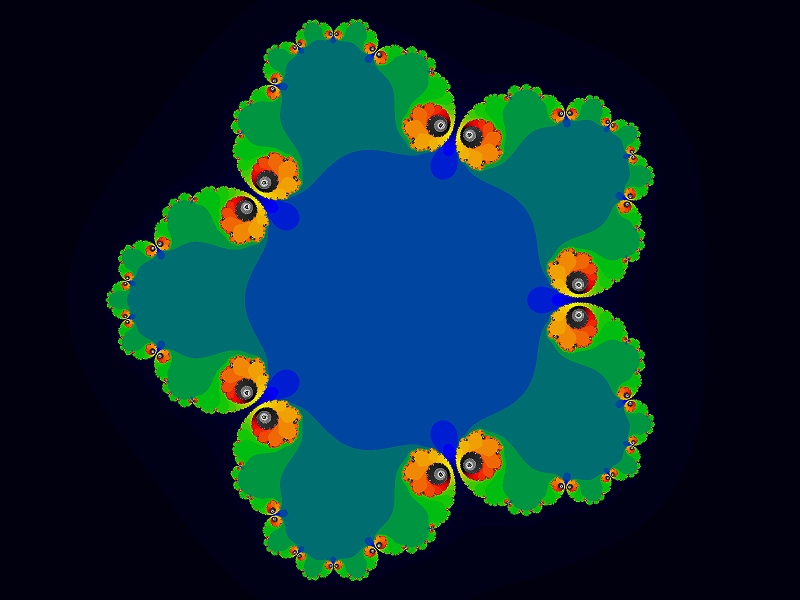
f(z) = z⁵ + 0.544
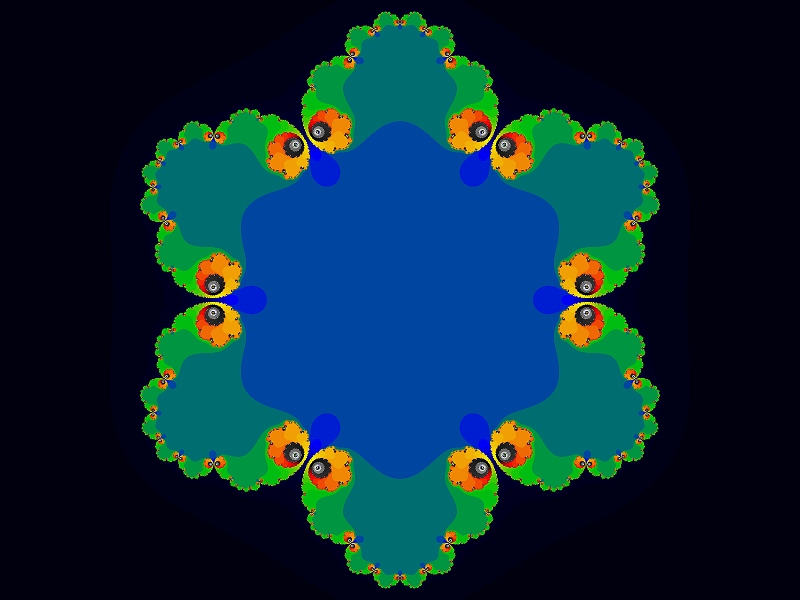
f(z) = z⁶ + 0.590
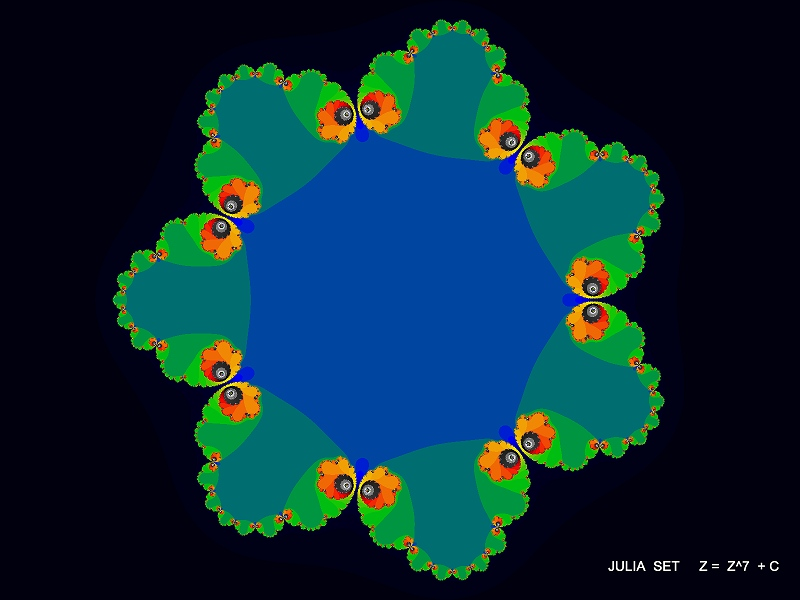
f(z) = z7 + 0.626
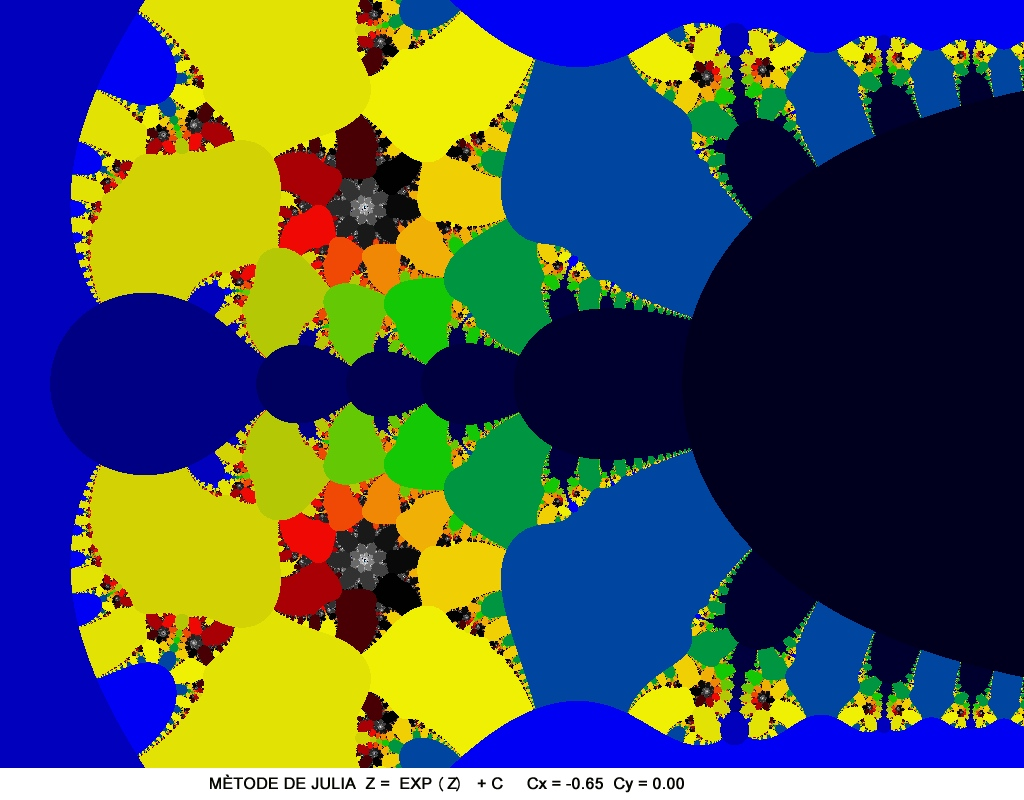
f(z) = exp(z) - 0.65
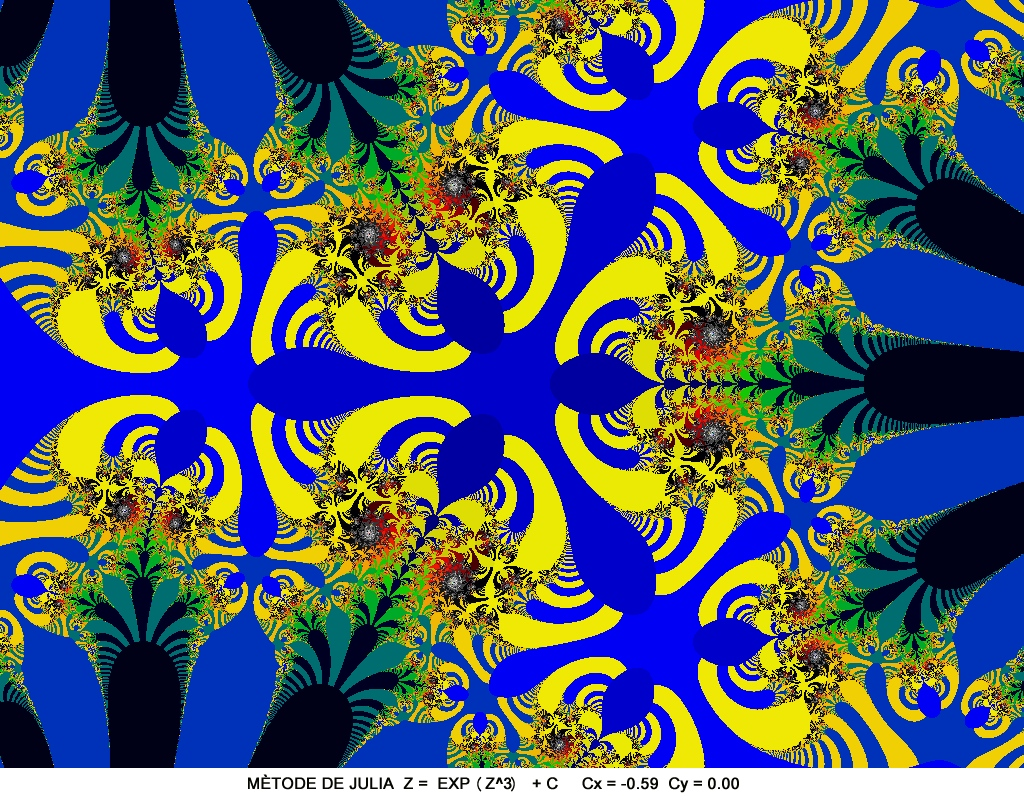
f(z) = exp(z3) - 0.59
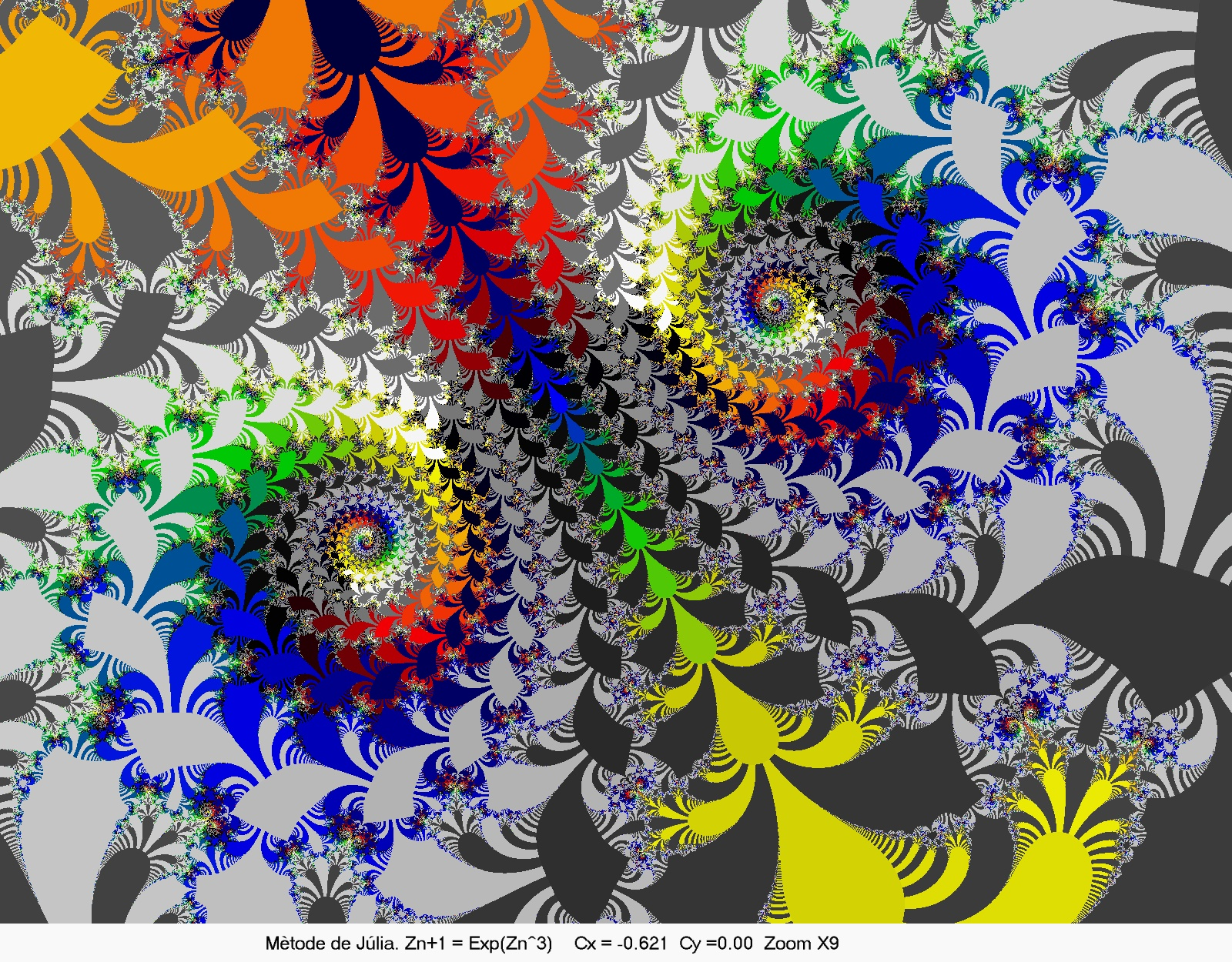
f(z) = exp(z3) - 0.621
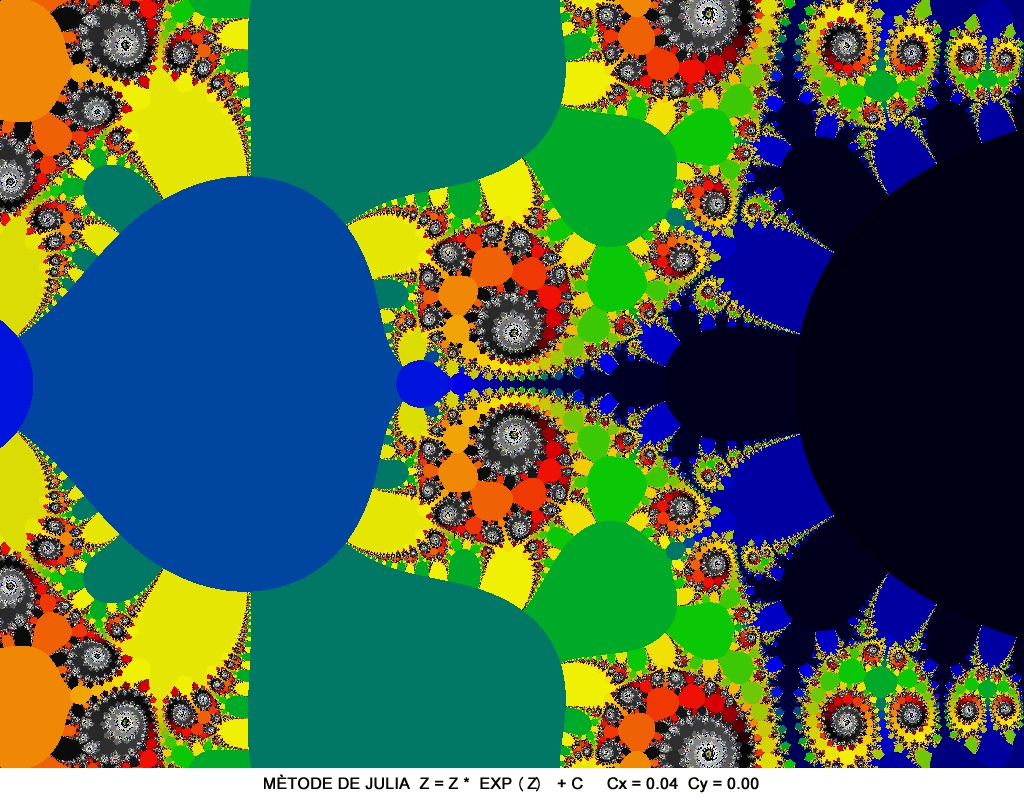
f(z) = z * exp(z) + 0.04
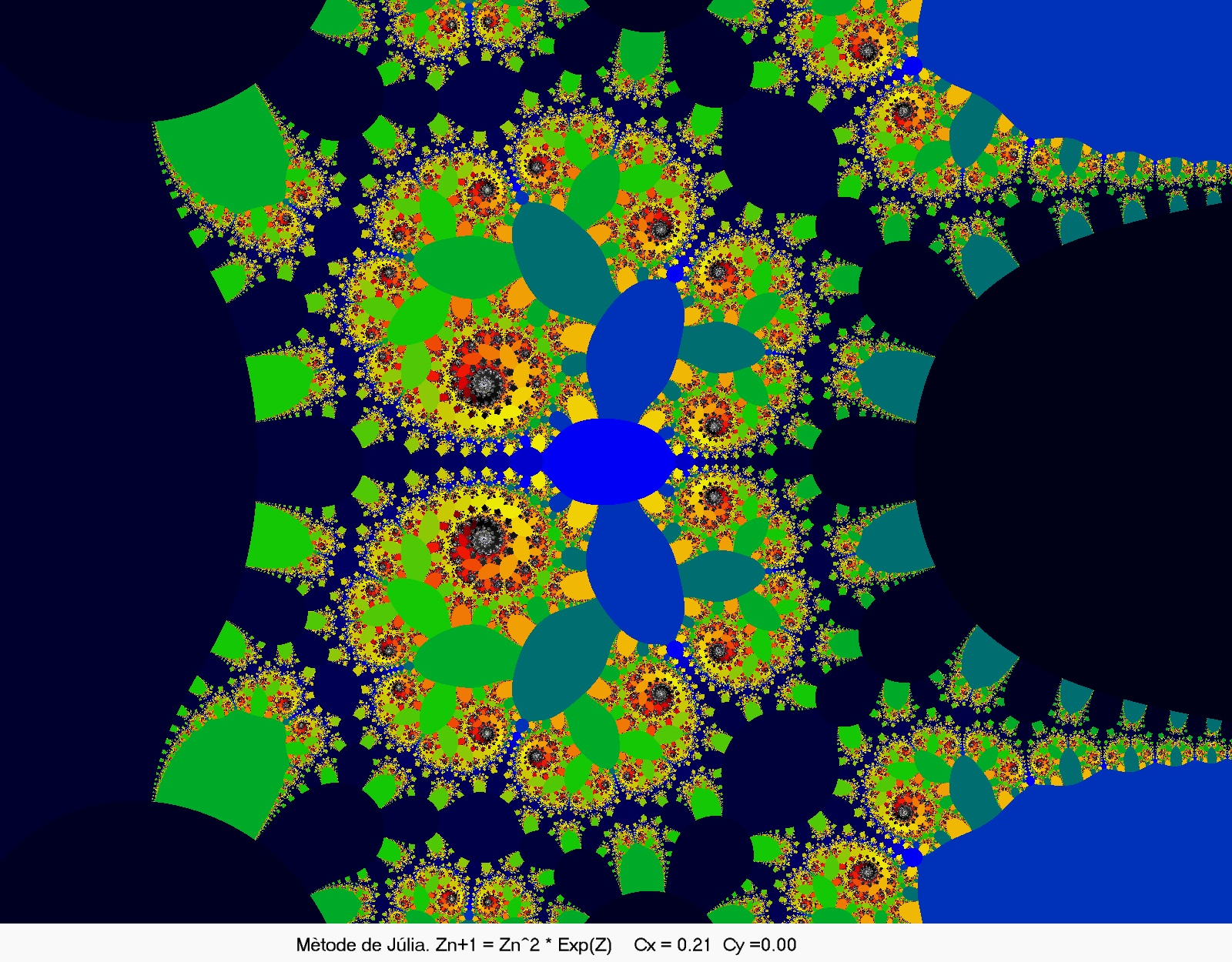
f(z) = z² * exp(z) + 0.21
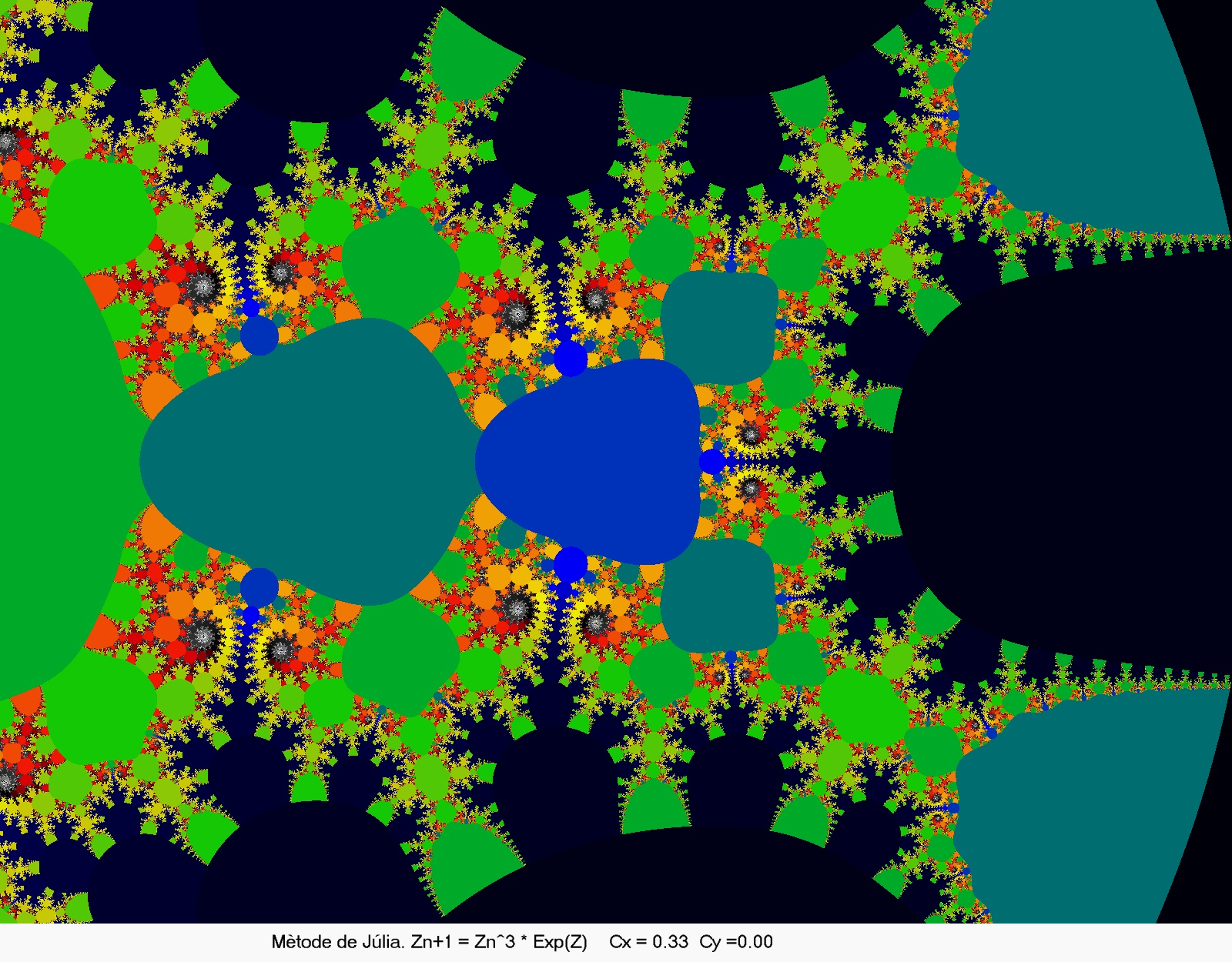
f(z) = z3 * exp(z) + 0.33
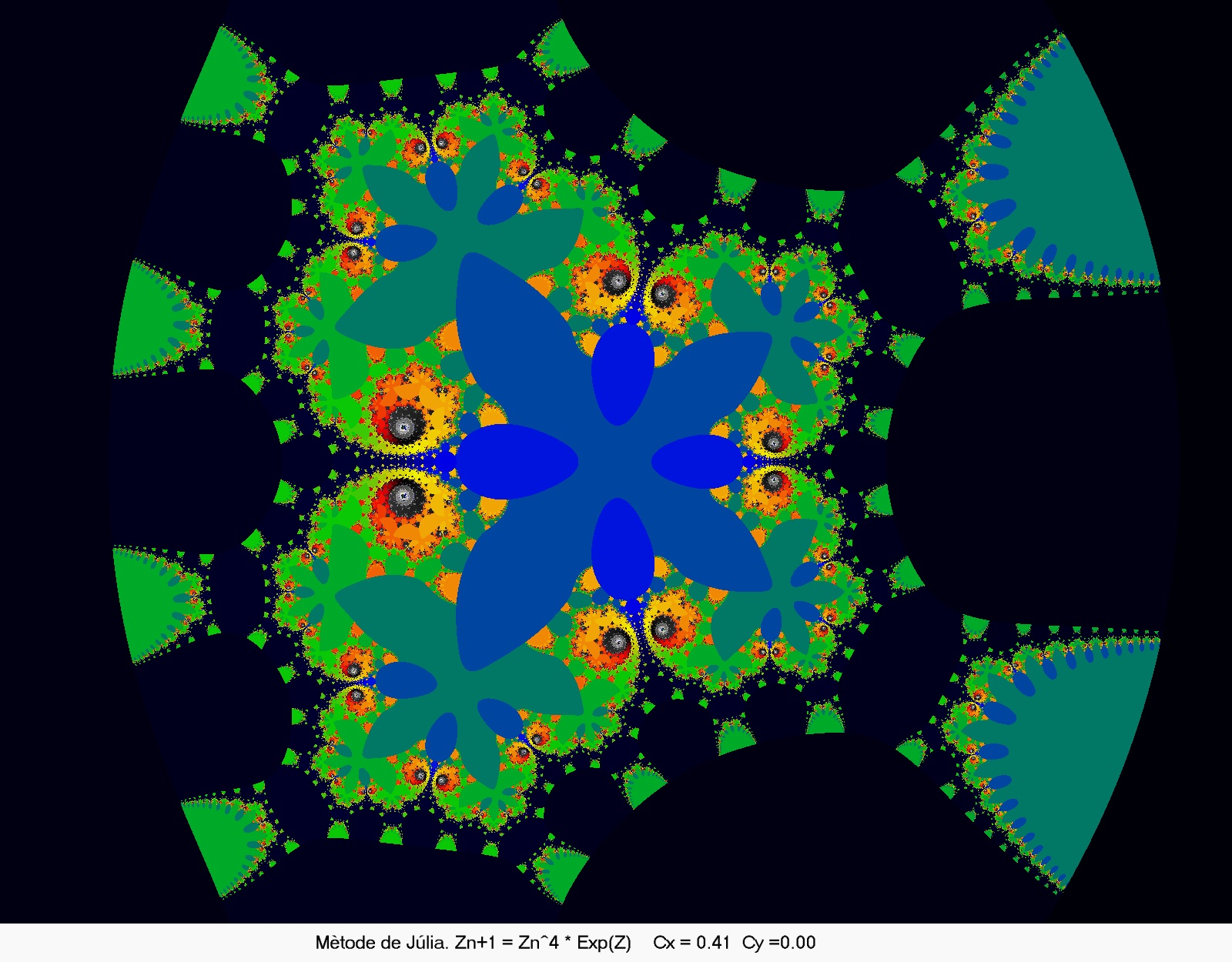
f(z) = z4 * exp(Z) + 0.41
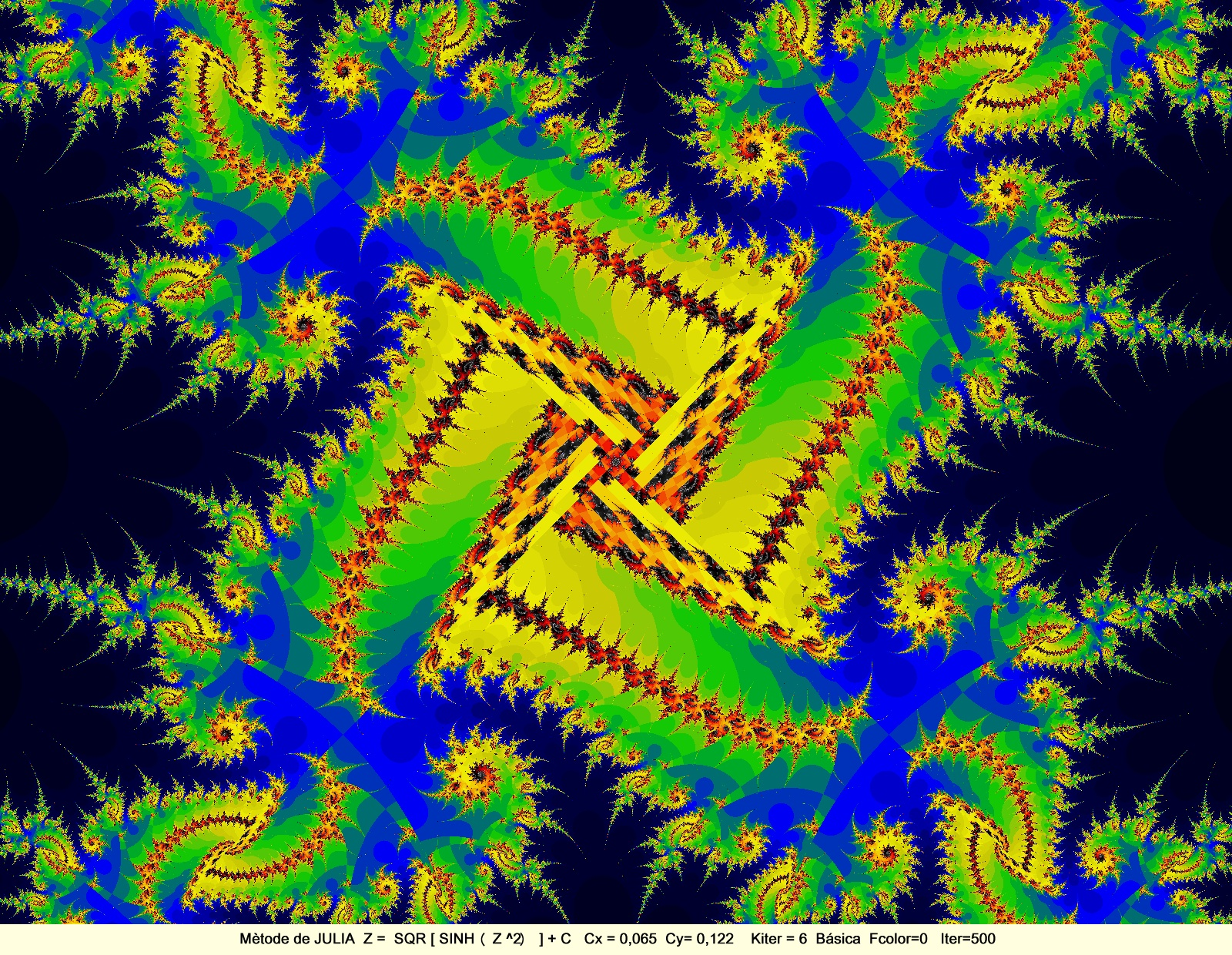
f(z) = Sqrt[Sinh(z²)] + (0.065,0.122i)
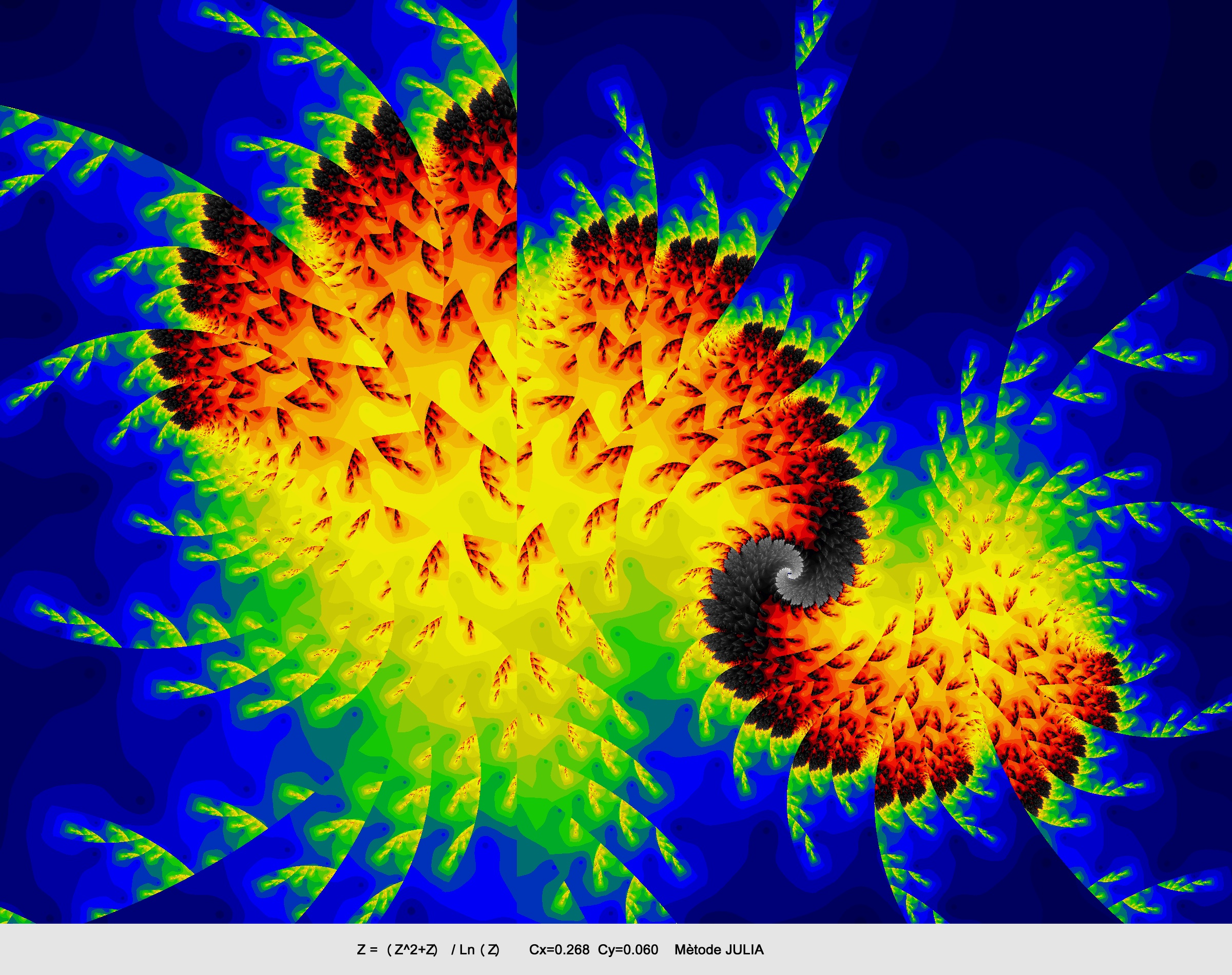
f(z) = [(z²+z)/Ln(z)] +(0.268,0.060i)
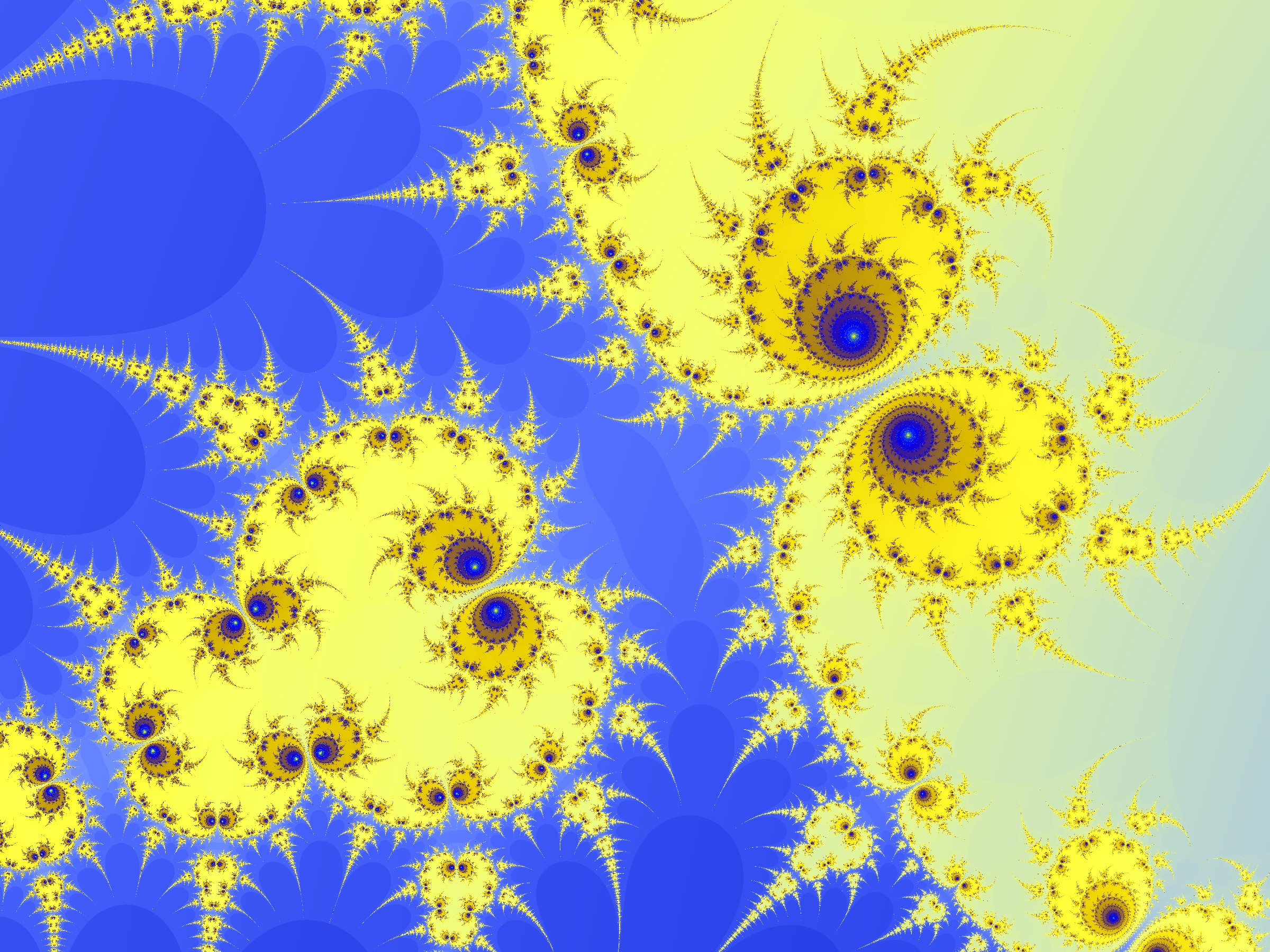
f(z) = Cosh(Z) +(-0.45,0.00i)
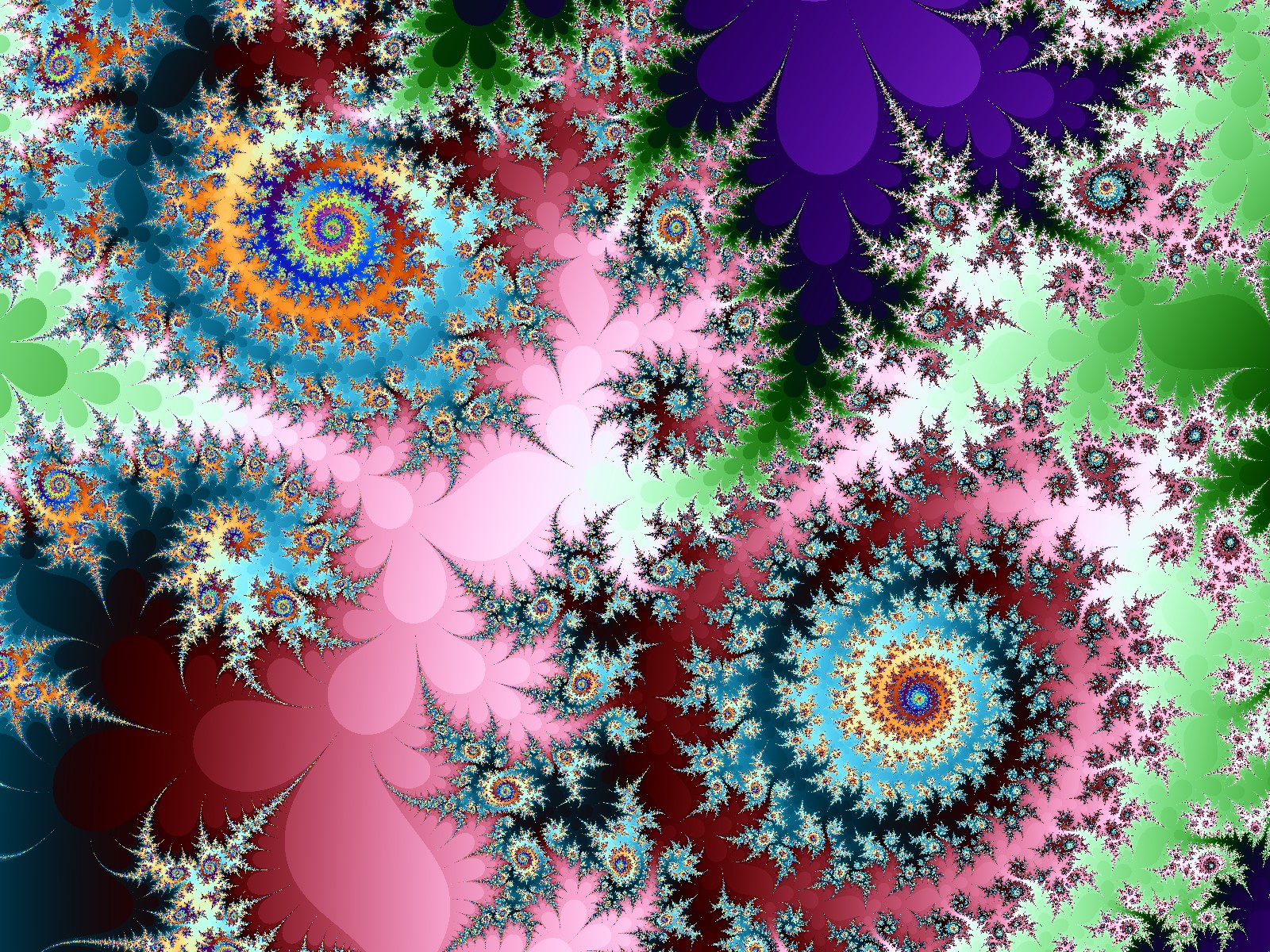
f(z) = Sin(Z) +(4.0,0.88i)

## Definició formal
Podem definir {\displaystyle f(z)} com una funció holomorfa no constant de l'esfera de Riemann cap a ella mateixa. Concretament, aquesta correspon a les funcions racionals complexes, és a dir, {\displaystyle f(z)=p(z)/q(z)} on {\displaystyle p(z)} i {\displaystyle q(z)} són polinomis complexes. Assumint que {\displaystyle p} i {\displaystyle q} no tenen arrels comunes i almenys un d'ells té un grau major que 1, llavors hi ha un nombre finit de conjunts oberts, anomenats dominis de Fatou, que es mantenen invariants per {\displaystyle f(z)}, i són tals que la unió d'aquests conjunts és densa al pla i {\displaystyle f(z)} es comporta de forma similar en cadascun d'ells. Aquesta última propietat significa que els extrems de les seqüències d'iteracions generades pels punts del conjunt són o bé exactament el mateix conjunt, essent llavors un cicle finit, o bé són cicles finits de conjunts circulars o anulars que es troben concentrats. En el primer cas el cicle és atractor, i en el segon és neutre.
Si entre el grau de {\displaystyle p(z)} i {\displaystyle q(z)} hi ha almenys dos graus de diferència, cada domini de Fatou té almenys un punt crític de {\displaystyle f(z)}, és a dir, un punt on {\displaystyle f(z)=\infty } o bé {\displaystyle f'(z)=0}. Si tots els punts crítics són preperiòdics, és a dir, no són periòdics però eventualment acaben en un cicle periòdic, llavors el conjunt de Julia de la funció correspon a tota l'esfera; en cas contrari és un conjunt dens no numerable i sense punts interiors, i de la mateixa cardinalitat que els nombres reals.
Si bé als dominis de Fatou el cicle és atractor o neutre, en el cas dels dominis de Julia és repel·lent, és a dir, {\displaystyle |f(z)-f(w)|>|z-w|} per tota {\displaystyle w} del domini, el que significa que {\displaystyle f(z)} es comporta caòticament en el conjunt. Tot i que hi ha punts en el conjunt de Julia amb seqüència d'iteracions finita, només hi ha un nombre comptable d'aquests punts corresponents a una part infinitessimal del conjunt. En tots els altres punts del conjunt, les seqüències generades es comporten caòticament, un fenomen anomenat caos determinista.

### Tipus de conjunts de Fatou

Conill de Douady.

Hi ha hagut una àmplia investigació sobre el conjunt de Fatou i el conjunt de Julia de funcions racionals iterades, conegudes com a mapes racionals. Per exemple, se sap que el conjunt de Fatou d'un mapa racional té 0, 1, 2 o infinitament molts components. Cadascun d'aquests components es pot classificar en quatre categories: punt periòdic atractor, component parabòlic, disc de Siegel o anell de Herman.
El disc de Siegel, en honor de Carl Ludwig Siegel, és un component connectat del conjunt de Fatou on la dinàmica de {\displaystyle f(z)} es conjuga analíticament amb una rotació irracional del disc unitari complex. El teorema de Siegel demostra l'existència de discs de Siegel per nombres irracionals que satisfan una condició forta d'irracionalitat (una condició diofàntica). Més tard, Alexander Brjuno va millorar aquesta condició de la irracionalitat, ampliant-la als nombres de Brjuno.
L'anell de Herman és un component on la funció racional es conjuga conjuntament amb una rotació irracional de l'anell estàndard.

### Conill de Douady
El conill de Douady, descobert per Adrien Douady, és qualsevol dels diferents conjunts de Julia plens particulars associats amb el paràmetre proper al període central del conjunt de Mandelbrot per a un mapa quadràtic complex.

## Conjunt de Julia quaternari

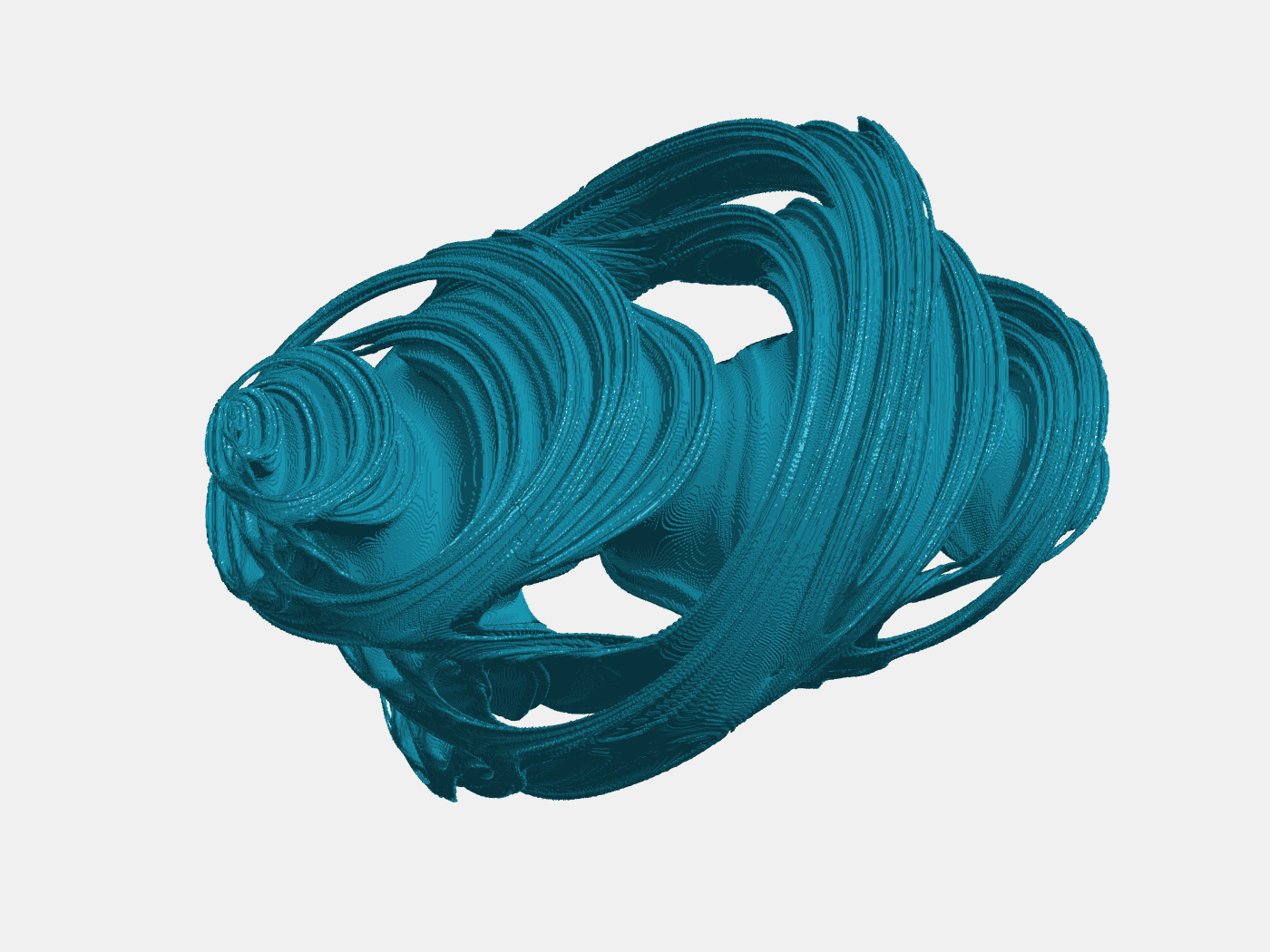
Conjunt de Julia quaternari.

Els conjunts de Julia quaternaris es creen mitjançant el mateix principi que el conjunt de Julia tradicional, tret que utilitzen un nombre complex {\displaystyle c} de 4 dimensions en lloc d'un de només 2 dimensions. Si bé en el cas tradicional podem definir {\displaystyle c=(A,Bi)} on {\displaystyle A,B} són nombres reals i {\displaystyle i^{2}=-1}, en el conjunt de Julia quaternari tenim que {\displaystyle c=(A,Bi,Cj,Dk)} on {\displaystyle A,B,C,D} són nombres reals però la interacció entre {\displaystyle i,j,k} és més complexa:
{\displaystyle i^{2}=j^{2}=k^{2}=-1}
| {\displaystyle {\begin{array}{lcl}ij=k\\ji=-k\qquad \end{array}}} | {\displaystyle {\begin{array}{lcl}jk=i\\kj=-i\qquad \end{array}}} | {\displaystyle {\begin{array}{lcl}ki=j\\ik=-j\qquad \end{array}}} |

Igual que amb els conjunts de Julia tradicionals en 2 dimensions que estan connectats o no en funció de la constant {\displaystyle c}, el mateix s'aplica als conjunts de Julia quaternaris. Com que el resultat es tracta d'un espai de quatre dimensions, és problemàtica la representació completa d'un conjunt de Julia quaternari. Tot i això, és possible visualitzar la intersecció d'aquest conjunt de Julia amb un hiperplà en tres dimensions.

## Multi-fractal de Julia
Un multi-fractal de Julia és un sistema de funcions iterades que parteix de la forma general del conjunt de Julia, però amb components d'atzar addicionals:
{\displaystyle z_{n+1}=R_{n}{\begin{cases}f(z_{n}),&{\text{si }}r_{n}>1/2\\q(z_{n}),&{\text{si }}r_{n}\leq 1/2\end{cases}}}
on {\displaystyle r_{n}} és una distribució uniforme contínua d'atzar entre 0 i 1, {\displaystyle R_{n}} és 1 o bé -1, amb probabilitats iguals, i {\displaystyle f(z_{n})} i {\displaystyle q(z_{n})} són dos polinomis de Julia similars, on sovint la única diferència és el valor de {\displaystyle c}. En essència, {\displaystyle r_{n}} serveix per seleccionar entre dues possibles constants, i el llindar de {\displaystyle 1/2} pot ser modificat per obtenir diferents efectes, mentre que {\displaystyle R_{n}} tria amb igualtat de probabilitat entre dues arrels.